# Campeonato Mundial de Taekwondo de 1983
O Campeonato Mundial de Taekwondo de 1983 foi a 6ª edição do evento, organizado pela Federação Mundial de Taekwondo (WTF) entre 20 de outubro a 23 de outubro de 1983. A competição foi realizada no Brøndbyhallen, em Copenhaga, Dinamarca. 

## Resultados
Os resultados foram os seguintes. 
Masculino
| Evento        | Ouro                          | Prata                              | Bronze                                |
| Até 48 kg     | Coreia do Sul Wang Kwang-yeon | México · César Rodríguez           | Alemanha Ocidental · Choi Chan-ok     |
| Até 48 kg     | Coreia do Sul Wang Kwang-yeon | México · César Rodríguez           | Espanha · Emilio Azofra               |
| Até 52 kg     | Coreia do Sul Ko Jeong-ho     | Turquia · Turgut Uçan              | Espanha · Javier Benito               |
| Até 52 kg     | Coreia do Sul Ko Jeong-ho     | Turquia · Turgut Uçan              | Itália · Giuseppe Flotti              |
| Até 56 kg     | Coreia do Sul Han Hong-sik    | Espanha · Luis Torner              | Irão Nader Khodamoradi                |
| Até 56 kg     | Coreia do Sul Han Hong-sik    | Espanha · Luis Torner              | Itália · Geremia Di Costanzo          |
| Até 60 kg     | Coreia do Sul Lee Jae-bong    | Alemanha Ocidental · Thomas Fabula | Turquia · Ahmet Ercan                 |
| Até 60 kg     | Coreia do Sul Lee Jae-bong    | Alemanha Ocidental · Thomas Fabula | México · Gustavo Sanciprián           |
| Até 64 kg     | Coreia do Sul Han Jae-koo     | Espanha · Ángel Navarrete          | Michel Della Negra                    |
| Até 64 kg     | Coreia do Sul Han Jae-koo     | Espanha · Ángel Navarrete          | Austrália · Po-Nhu Ly                 |
| Até 68 kg     | Turquia · Yılmaz Helvacıoğlu  | Reino Unido · Lindsay Lawrence     | Coreia do Sul Choi Kwang-keun         |
| Até 68 kg     | Turquia · Yılmaz Helvacıoğlu  | Reino Unido · Lindsay Lawrence     | Alemanha Ocidental · Harald Scharmann |
| Até 73 kg     | Coreia do Sul Jeong Kook-hyun | Países Baixos · Hans Brugmans      | Costa do Marfim · Patrice Remarck     |
| Até 73 kg     | Coreia do Sul Jeong Kook-hyun | Países Baixos · Hans Brugmans      | Itália · Luigi D'Oriano               |
| Até 78 kg     | Coreia do Sul Lee Dong-jun    | Canadá · Jersey Long               | Costa do Marfim · Charles Bayou       |
| Até 78 kg     | Coreia do Sul Lee Dong-jun    | Canadá · Jersey Long               | Estados Unidos · Jay Warwick          |
| Até 84 kg     | Espanha · Ireno Fargas        | Alemanha Ocidental · Eugen Nefedow | Estados Unidos · John Lee             |
| Até 84 kg     | Espanha · Ireno Fargas        | Alemanha Ocidental · Eugen Nefedow | Dinamarca · Michael Knudsen           |
| Mais de 84 kg | Coreia do Sul Jang Seong-hwa  | Alemanha Ocidental · Dirk Jung     | Países Baixos · Henk Meijer           |
| Mais de 84 kg | Coreia do Sul Jang Seong-hwa  | Alemanha Ocidental · Dirk Jung     | Espanha · Francisco Fonseca           |

## Quadro de medalhas
O quadro de medalhas foi publicado. 
| Ordem | País               | Medalha de ouro | Medalha de prata | Medalha de bronze | Total |
| ----- | ------------------ | --------------- | ---------------- | ----------------- | ----- |
| 1     | Coreia do Sul      | 8               | 0                | 1                 | 9     |
| 2     | Espanha            | 1               | 2                | 3                 | 6     |
| 3     | Turquia            | 1               | 1                | 1                 | 3     |
| 4     | Alemanha Ocidental | 0               | 3                | 2                 | 5     |
| 5     | México             | 0               | 1                | 1                 | 2     |
| 5     | Países Baixos      | 0               | 1                | 1                 | 2     |
| 7     | Canadá             | 0               | 1                | 0                 | 1     |
| 7     | Reino Unido        | 0               | 1                | 0                 | 1     |
| 9     | Itália             | 0               | 0                | 3                 | 3     |
| 10    | Costa do Marfim    | 0               | 0                | 2                 | 2     |
| 10    | Estados Unidos     | 0               | 0                | 2                 | 2     |
| 12    | Dinamarca          | 0               | 0                | 1                 | 1     |
| 12    | França             | 0               | 0                | 1                 | 1     |
| 12    | Irão               | 0               | 0                | 1                 | 1     |
| Total | Total              | 10              | 10               | 20                | 40    |